# إلياس قنصل
إلياس قنصل (1911م - 1981م)، شاعر سوري مهجري. يُعدّ أكبر أديب عربي بالمهجر الجنوبي.

## حياته
ولد الياس قنصل في مدينة يبرود محافظة ريف دمشق 13 أبريل سنة 1914م، وهو الشقيق الأكبر للشاعر زكي قنصل، والتحق في مدرسة يبرود الأسقفيّة حوالي سنتين، سافر مغترباً مع والده إلى البرازيل وبقي فيها أربع سنوات، ثم انتقل إلى الأرجنتين. في عام 1923 عاد إلى مسقط رأسه مع أهله، ودخل المدرسة ثانية وبقي في يبرود حتى بداية عام 1929 حيث سبق أهله وعاد إلى البرازيل، ولما وصل أهله إلى البرازيل واستقروا بها فترة بسيطة انتقلوا بعدها جميعاً إلى الأرجنتين، وعمل هناك تاجراً متجوّلاً (بالكشّة)، وأخذ ينظم الشِّعْر ليلاً بعد انتهاء عمله النهاري.
نشر أعماله في الصحف مأجوراً، ثم تولّى رئاسة تحرير (الجريدة السورية اللبنانية) التي كان يصدرها موسى يوسف عزيزة، وبقي مدة ثلاث سنوات، ثم أنشأ لحسابه مجلة أسمّاها (المناهل) عاشت ثلاث سنوات (1937 - 1940). قد أسّس سنة 1939 مع أخيه زكي محلاً تجارياً صغيراً في إحدى ضواحي بوينس آيرس. وكان الياس يجيد الإسبانية والفرنسية، وترجم عنهما الكثير، وبدأ يطبع كتاباته في كُتيّبات صغيرة متتابعة، فالديوان يلحق القصّة، والقصة تتلو الرواية، والرباعيات تنتثر هنا وهناك، وحتى الخمسينات من القرن العشرين كان لا يزال نصف تناجه مخطوطاً. في سبعينات القرن العشرين كان له الفضل الأكبر بإقامة ندوات أدبية أسبوعية في بوينس آيرس يقصدها الكثير من أدباء وشعراء الجالية العربية.
قام خلال سنة واحدة بزيارة العديد من البلدان العربية، وقابل كبار الشعراء والأدباء فيها، ونشرت مجلاتها وصحفها العديد من أعماله. وأخيراً فتح متجراً لبيع الخردوات، وأمّن لنفسه الاستقرار والاستقلال المالي. توفي الياس قنصل في الأرجنتين، حيث أخذه الموت اثر عملية جراحية غير ناجحة عاش بعدها خمسة عشر يوماً وتوفي في 20 مارس 1981م.

## مكانته
كان شاعرنا صاحب مقدرة أدبية فذّة، وشاعرية ملهمة، بلغة متينة وذكاء شديد، وروح مرحة، ويُعتبر أخصب أديب عربي من أدباء المهجر الجنوبي، برع في فن الخطابة، فكان يُثير الحماسة والإعجاب في كل حفل تكلّم فيه، كما يُثير السخط والنقمة في صدور الأثرياء بحملاته الشعواء عليهم. لا نجد في شعره سوى القليل من الصوَر الشعرية، بينما آثاره النثرية كانت على عكس ذلك، سيطر فيها على البيان وألبس المعاني ما شاء من الحلل والألوان، وكان يشغف القارئ برشاقة الأسلوب، وأناقة التصوير، وحرارة الحوار، وطرافة الحوادث والمفاجآت، ويخوض المعارك القلمية بجرأة نادرة، فيُهاجم خصومه بالسّوْط بدلاً من مهاجمتهم بالحجّة.

## آثارُه الأدبية

### المؤلّفات الشعرية
ديوان على مذبح الوطنية، العبارات الملتهبة، الأسلاك الشائكة، نسمات الفجر، الرباعيات، السّهام.

### مؤلّفاته النثرية
- في الرواية: على ضفاف بردى،
- في القصة: صديقي أبو حسن
- في النقد: أصنام الأدب،
- في النثر: البقايا.

### مؤلّفاته المخطوطة
أوراق مبعثرة، وقصة دولة المجانين .